# Rättvik (comuna)
Rättvik (em sueco: Rättvik kommun) é uma comuna da Suécia localizada no condado de Dalecárlia. Sua capital é a cidade de Rättvik. Possui 1 921 quilômetros quadrados e segundo censo de 2018, havia 10 907 habitantes.